# Nipple Peak
Nipple Peak är en bergstopp i Antarktis. Den ligger i Västantarktis. Argentina, Chile och Storbritannien gör anspråk på området. Toppen på Nipple Peak är 675 meter över havet.
Terrängen runt Nipple Peak är varierad. Havet är nära Nipple Peak österut. Trakten är obefolkad. Det finns inga samhällen i närheten. 